# Verena Blechinger-Talcott
Verena Blechinger-Talcott (* 1966 in Deggendorf) ist eine deutsche Japanologin.

## Leben
Blechinger-Talcott studierte von 1985 bis 1991 Japanologie, Politikwissenschaft und Rechtswissenschaft an der Ludwig-Maximilians-Universität München und absolvierte 1991 den Magister Artium (Japanologie/ Politikwissenschaft/ Rechtswissenschaft). An dieser Universität war sie von 1993 bis 1997 wissenschaftliche Mitarbeiterin am Institut für Ostasienkunde und wurde dort 1997 in Politikwissenschaft promoviert. 
Von 1997 bis 2002 war sie wissenschaftliche Mitarbeiterin am Deutschen Institut für Japanstudien (DIJ) in Tokio (2000–2002: Leiterin der Abteilung Sozialwissenschaften / 2001–2002: Stellvertretende Direktorin). Am DIJ Tokio war sie von 1999 bis 2002 Abteilungsleiterin Sozialwissenschaften. Von 1999 bis 2004 war sie Lehrbeauftragte am Institut für Politikwissenschaft der Universität Münster. Von 2000 bis 2002 war sie Lehrbeauftragte (hijôkin kôshi) am Institute of Social Science der Universität Tōkyō. Von 2001 bis 2002 war sie stellvertretende Direktorin am DIJ Tokio. Von 2002 bis 2003 war sie Advanced Research Fellow, Program on US-Japan Relations, an der Harvard University. Von 2003 bis 2004 war sie Assistant Professor am Department of Government des Hamilton College. 
Blechinger-Tolcott lehrt seit 2004 als Professorin für Politik und Wirtschaft Japans im Fachbereich Geschichts- und Kulturwissenschaften an der FU Berlin. Seit 2018 ist sie zudem Vizepräsidentin der Universität.
Ihre Forschungsschwerpunkte sind Politik Japans und Ostasiens in vergleichender Perspektive, insbesondere Beziehungen zwischen Politik und Wirtschaft, Sozialpolitik, Parteienfinanzierung, Korruption und Außenbeziehungen Japans.
Am 1. Dezember 2023 wurde Blechinger-Talcott zur stellvertretenden Vorsitzenden der Konrad-Adenauer-Stiftung gewählt.

## Schriften (Auswahl)
- Politische Korruption in Japan. Ursachen, Hintergründe und Reformversuche. Hamburg 1998, ISBN 3-88910-199-2.
- als Herausgeberin mit Jochen Legewie: Facing Asia – Japan’s role in the political and economic dynamism of regional cooperation. München 2000, ISBN 3-89129-506-5.
- als Herausgeberin mit Christiane Frantz und Mark R. Thompson: Politik in Japan. System, Reformprozesse und Außenpolitik im internationalen Vergleich. Frankfurt am Main 2006, ISBN 3-593-37998-8.
- als Herausgeberin mit Wilhelm Vosse und Reinhard Drifte: Governing Insecurity in Japan. London 2014, ISBN 978-0-415-81130-9.